# Campeonato Sul-Americano de Clubes de Futsal de 2000
O Campeonato Sul-Americano de Clubes de Futsal de 2000 foi a primeira edição do campeonato de clubes de futsal no continente, mas sem o apoio da Confederação Sul-Americana de Futebol (CONMEBOL). Ocorreu no Rio de Janeiro, Brasil, entre 8 e 13 de fevereiro.

## Formato
Um grupo único de cinco times, todos se enfrentado entre si. Os dois primeiros se classificaram para a final.